# لی جیالون
لی جیالون (انگلیسی: Li Jialun؛ زادهٔ ۱۳ ژانویهٔ ۱۹۹۳) کماندار اهل چین است. وی در بازی‌های المپیک تابستانی ۲۰۲۰ شرکت کرده‌است.